# Ludhiana
Ludhiana (punjabi: ਲੁਧਿਆਣਾ) è una suddivisione dell'India, classificata come corporazione municipale, di 1.395.053 abitanti, capoluogo del distretto di Ludhiana, nello stato federato del Punjab. In base al numero di abitanti la città rientra nella classe I (da 100.000 persone in su). Secondo l'Economist, nel 2009, è la zona più inquinata al mondo.

## Geografia fisica

### Territorio
La città è situata a 30° 53' 60 N e 75° 50' 60 E e ha un'altitudine di 242 m s.l.m..

## Società

### Evoluzione demografica
Al censimento del 2001 la popolazione di Ludhiana assommava a 1.395.053 persone, delle quali 789.868 maschi e 605.185 femmine. I bambini di età inferiore o uguale ai sei anni assommavano a 163.209, dei quali 89.758 maschi e 73.451 femmine. Infine, coloro che erano in grado di saper almeno leggere e scrivere erano 981.872, dei quali 570.096 maschi e 411.776 femmine.